# Muziekhistorisch Museum Scheurleer
Het Muziekhistorisch Museum Scheurleer was een museum voor muziekinstrumenten en muziekhistorische documentatie in Den Haag. Het bestond van 1905 tot 1935 en was eigendom van de bankier en muziekhistoricus Daniël François Scheurleer. Hij stelde zijn verzameling op afspraak open voor bezoek, zoals voor onderzoekers die hij door zijn museum rondleidde. Na zijn dood was het museum van 1928 tot 1935 geopend voor publiek.

## Geschiedenis
In 1913 gaf Scheurleer een boekje uit met de in 17e-eeuws Nederlands gestelde titel Eene Wooninge in de welcke ghesien worden veelderhande Gheschriften Boecken Printen ende musicaale Instrumenten. Verder bracht hij in 1923 een driedelige bibliotheekcatalogus uit waarin hij zijn verzameling presenteerde. Hij bouwde die op in samenwerking en overleg met andere muziekhistorici, waardoor deze meer was dan een particulier rariteitenkabinet. Ook leende hij instrumenten en bronmateriaal uit aan muziekorganisaties en onderzoekers.
Het museum was gevestigd in een laag bijgebouw van de woning die Scheurleer in 1905 liet bouwen aan de Carnegielaan 12 (of 10-14), op de hoek met de Laan van Meerdervoort. In het gebouw bracht hij een deel van zijn bibliotheek en zijn verzameling muziekinstrumenten onder, verdeeld over vier zalen met een oppervlakte van 130 m². In 1916 verkreeg hij het aanpalende terrein waarover tot 1914 een zijtak van de tramlijn Den Haag HSM - Scheveningen Strand had gereden. Parallel aan de vier bestaande zalen liet hij een vijfde zaal bouwen voor zijn groter wordende collectie muziekinstrumenten. Het daglicht kwam in de vijf zalen naar binnen via koepels in het dak.
Zijn collectie bestond uit 1100 instrumenten uit binnen- en buitenland, waaronder violen van de vioolbouwer Willem Cornelis van der Sijde en een clavicytherium van de Vlaamse instrumentenbouwer Albert Delin.
Voor de 'exotische', ofwel niet-westerse instrumenten kwam meer ruimte na de uitbreiding in 1917. Hiermee richtte hij bijvoorbeeld een afzonderlijke Indonesische en Japanse zaal in. De zaalnummers in zijn boekje uit 1913 liepen evenwel op tot nummers tot en met 9. Twee zaalnummers waren ingericht voor zijn bibliotheek. Die besloeg 15.600 titels en een duizendtal handschriften van onder meer Haydn, Beethoven en Paganini. Bijzonder is onder meer het Frankenberger-Manuscript met 196 koraalzettingen uit de periode 1650-1730, verzameld door Johann Gottfried Walther.
Na de dood van D.F. Scheurleer in 1927 stelde zijn zoon Constant Willem Lunsingh Scheurleer zijn vaders museumassistent, de musicoloog Dirk J. Balfoort, aan als conservator. Hij kreeg de opdracht het museum open te stellen voor publiek, wat vanaf 1928 gebeurde. Lunsingh Scheurleer richtte naast het museum van zijn vader het Archeologisch Museum Scheurleer op.

## Opheffing
Door de economische crisis van de jaren 30 ging de bank Scheurleer & Zoonen in 1932 failliet. Na dit faillissement, dat ook het museum trof, slaagde het Comité tot Behoud der Musea Scheurleer er in 1933 in de muziekcollectie bij elkaar te houden, door middel van de aankoop voor een bedrag van fl. 75.000,- door de gemeente Den Haag, die de collectie onderbracht in het Gemeentemuseum. Het gebouw aan de Carnegielaan werd gesloopt en op die plek verrees in 1936 het (sinds 2004 niet meer bestaande) bioscoopcomplex van Metropole Palace.
Bij de opening van het Gemeentemuseum in 1935 vormde de collectie muziekinstrumenten, waarvan Balfoort conservator bleef, een van de hoogtepunten. Sinds 2001 is de collectie wegens afnemende belangstelling niet meer opgesteld voor het publiek, maar opgeslagen in het depot. Enkele instrumenten zijn in 2015 in bruikleen gegeven aan het Rijksmuseum Amsterdam. De muziekbibliotheek vormde de basis voor de collectie van het Nederlands Muziek Instituut.
- Demonstratie van strijkinstrumenten uit de collectie, 1937 in het Gemeentemuseum door conservator Dirk Balfoort
- Demonstratie van blaasinstrumenten uit de collectie

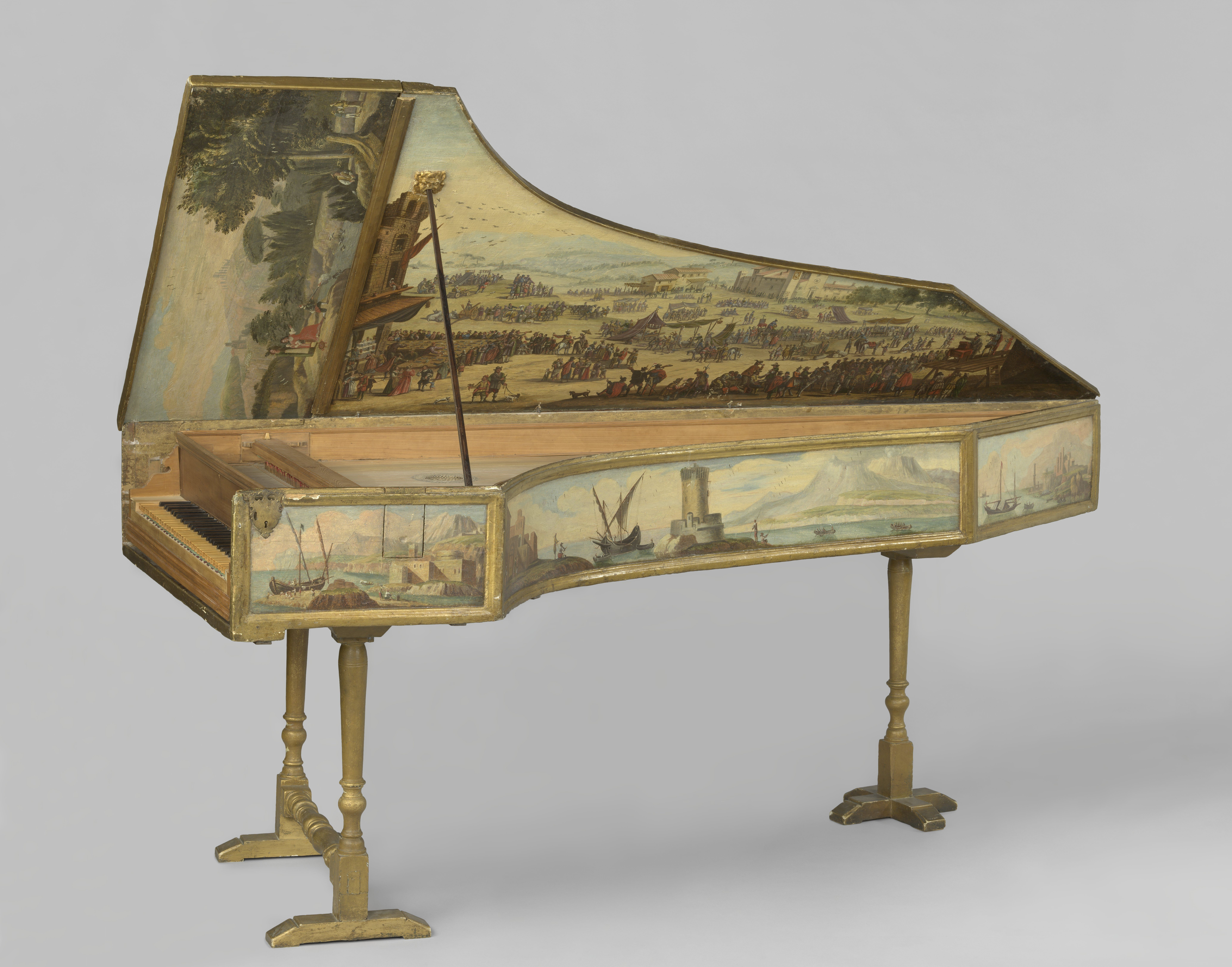
Klavecimbel van Onofrio Antonio Guarracino, tegenwoordig collectie Gemeentemuseum Den Haag, opgesteld in het Rijksmuseum Amsterdam
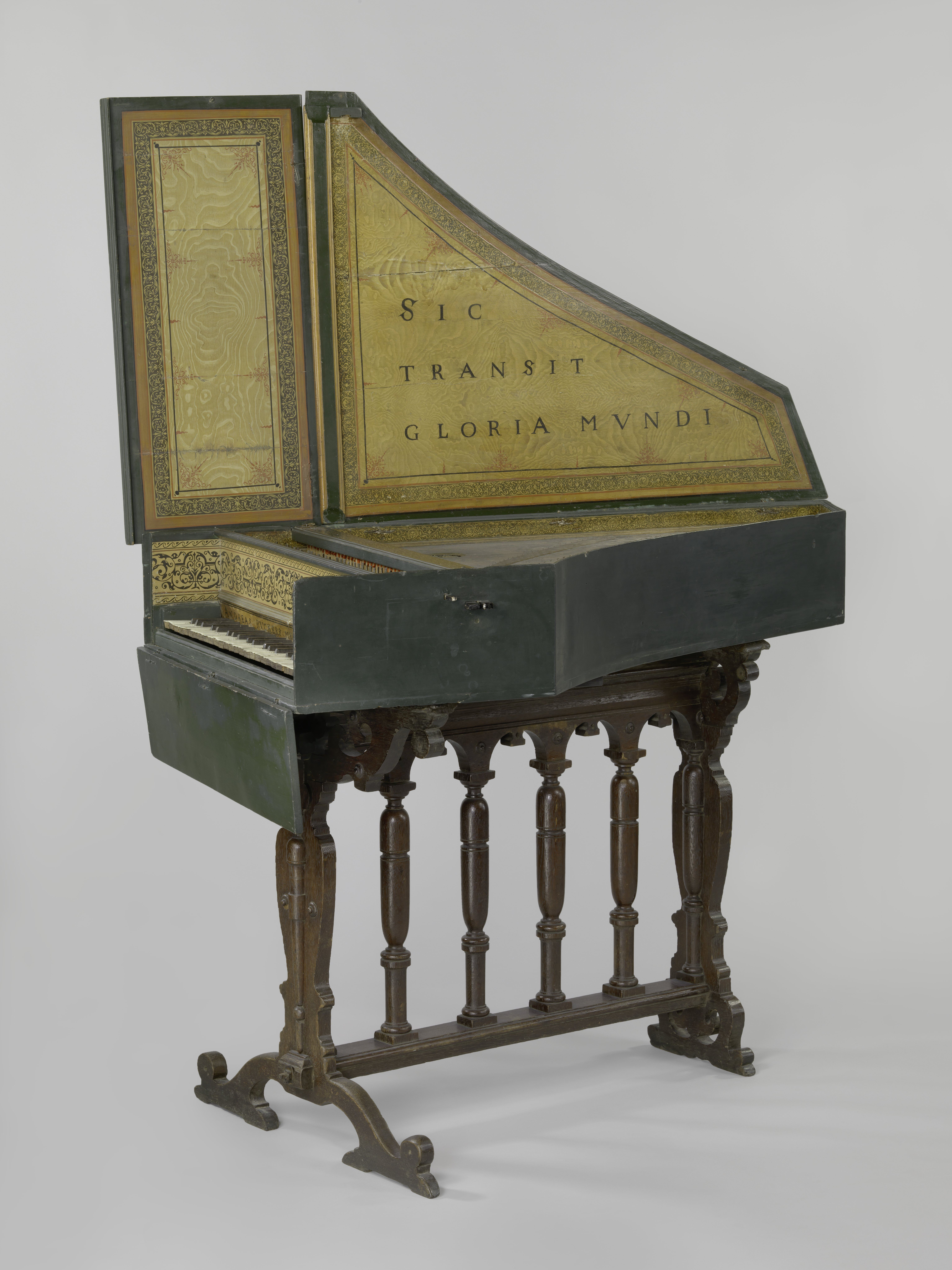
Klavecimbel van Andreas Ruckers uit 1627, opgesteld in het Rijksmuseum
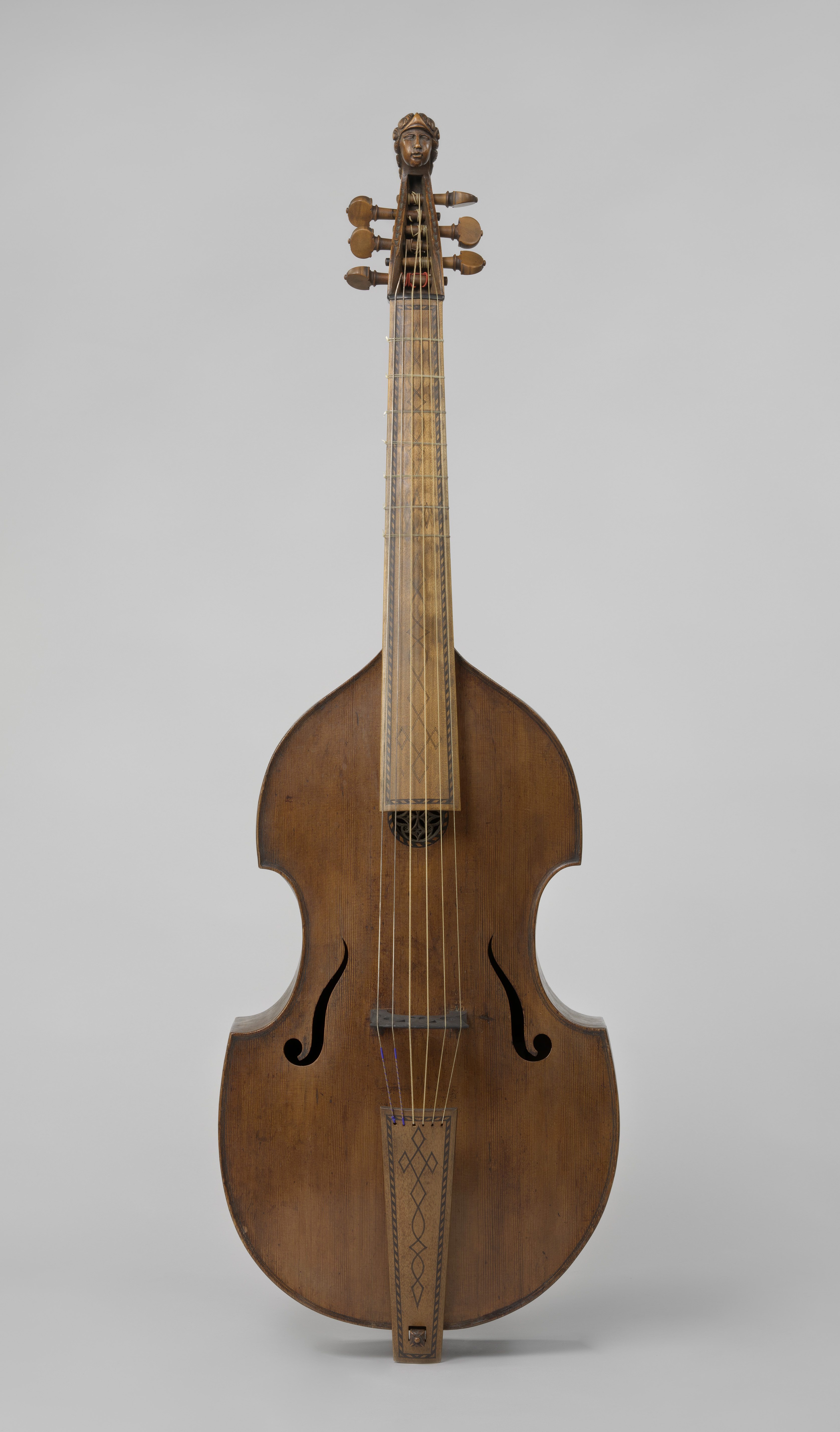
Bas viola da gamba van Hendrik Jacobs, ca 1680
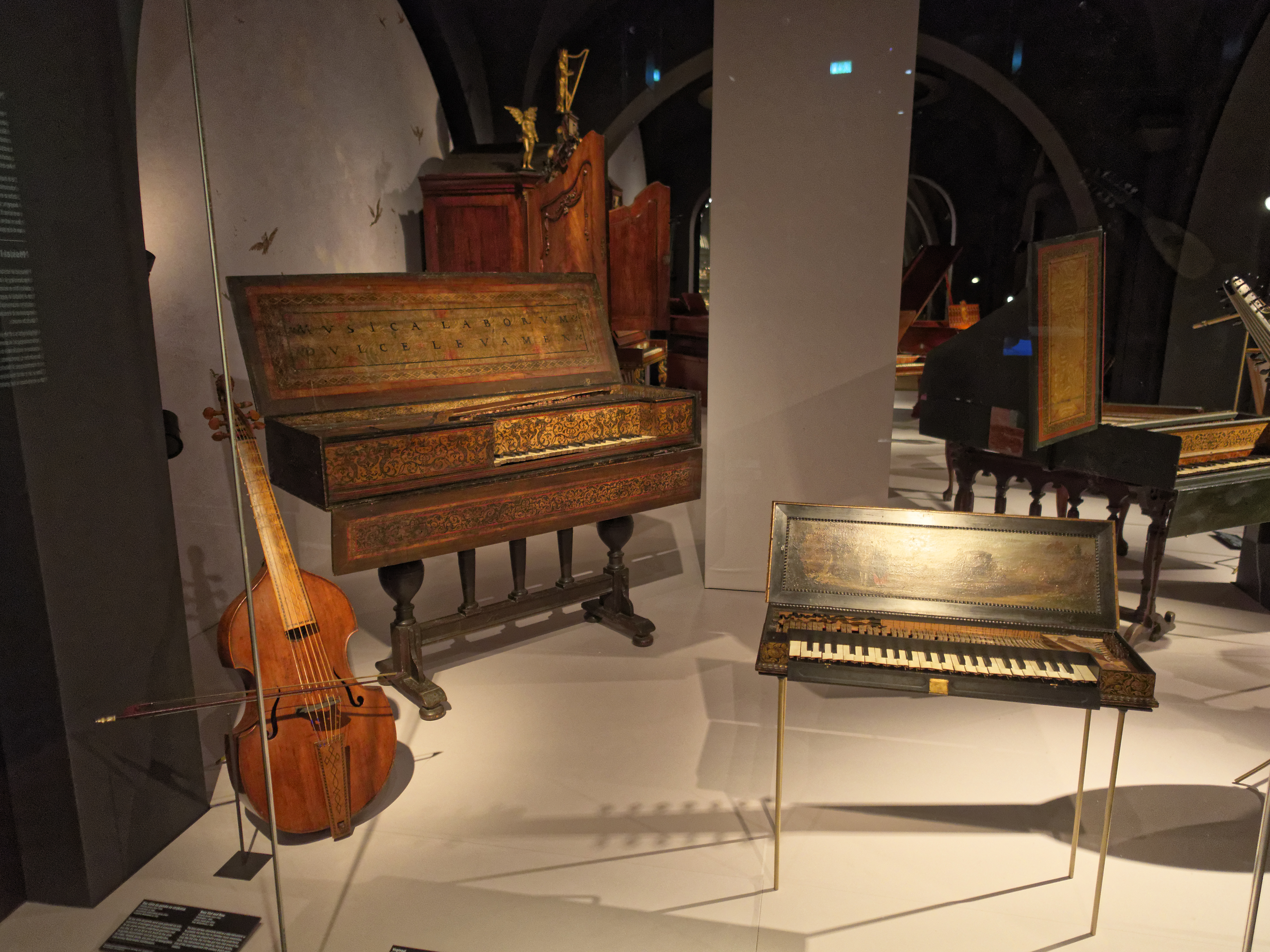
Opstelling in het Rijksmuseum met enkele instrumenten van de Scheurleercollectie